# В воде
«В воде» — художественный фильм режиссёра Хон Сансу с Син Сокхо, Ха Сонгуком и Ким Сынюн в главных ролях. Его премьера состоялась в феврале 2023 года на 73-м Берлинском кинофестивале.

## Сюжет
Герои фильма — студенты киношколы, которые отправляются на съёмки на остров Чеджудо. Они не знают, о чём запланированный фильм и что их ждёт.

## В ролях
| Актёр     | Роль   |
| --------- | ------ |
| Син Сокхо | Сынмо  |
| Ха Сонгук | Сангук |
| Ким Сынюн | Намхи  |

## Премьера и восприятие
Премьера фильма состоялась в феврале 2023 года на 73-м Берлинском кинофестивале, в рамках программы «Направления».